# Selección de fútbol de Óblast de Leópolis
La Selección de fútbol de Óblast de Leópolis (en ucraniano: Збірна Львівської області) es el equipo que representa al Óblast de Leópolis en las competiciones de fútbol. No está afiliado a la FIFA o a la UEFA, y por lo tanto no puede competir en los torneos que estos organizan. A nivel internacional compite en la Copa de las Regiones de la UEFA.

## Partidos
| Fecha                | Ciudad            | Estadio      | Competición                     |                    | Oponente        | Marcador |
| -------------------- | ----------------- | ------------ | ------------------------------- | ------------------ | --------------- | -------- |
| 2 de octubre de 2018 | Leópolis, Ucrania | Estadio Skif | Copa de las Regiones de la UEFA | Óblast de Leópolis | Uğur            | 4–0      |
| 5 de octubre de 2018 | Leópolis, Ucrania | Estadio Skif | Copa de las Regiones de la UEFA | Óblast de Leópolis | Kaarinan Pojat  | 1–0      |
| 8 de octubre de 2018 | Leópolis, Ucrania | Estadio Skif | Copa de las Regiones de la UEFA | Óblast de Leópolis | Castilla y León | 0–1      |